# Nahuel Fioretto
Nahuel Darío Fioretto (San Martín, Provincia de Buenos Aires, Argentina; 25 de enero de 1981) es un exfutbolista y ex secretario técnico Club Atlético Independiente de Avellaneda. Jugaba como mediocampista por derecha y su primer equipo en primera división del fútbol Argentino fue Boca Juniors 2001. Su último club antes de retirarse fue Deportivo Laferrere.
Fue Secretario técnico del Club Atlético Independiente en 2022. Fue ayudante de campo de Pablo De Muner en All Boys 2018, entrenador y formador en las inferiores de Defensa y Justicia Reserva Sub-20 2019 En el 2020 Fue ayudante de Campo Club Atlético Colegiales Luego Formador Infantojuvenil del Club Atlético Boca Juniors 2021 y actualmente volvió a Boca Juniors en 2023 luego de su paso como Secretario Técnico Club Atlético Independiente.

## Trayectoria
El Tano dio sus primeros pasos como futbolista en el club Güemes del barrio de Villa Bosch, donde aprendió a jugar al fútbol, es un exjugador de fútbol profesional surgido de la cantera de Boca Juniors siendo uno de los pocos jugadores que realizó íntegramente las divisiones inferiores desde 1988 en pre infantiles hasta debutar en primera división 2001.
Su debut en primera división fue de la mano de Carlos Bianchi, en agosto de 2001.
A lo largo de su carrera participó en copas internacionales (como la Copa Libertadores y la Copa Sudamericana), en copas nacionales (torneos de primera división, copa argentina y en el ascenso), logrando numerosos títulos, El Tano ascendió en todas las categorías del fútbol de Ascenso de Argentina, en la B Nacional ascendió a primera división 2010/11 con Unión de Santa Fe,  en la temporada 2016/2017 Ascenso a la al Nacional B con el Deportivo Riestra. Campeón 2014 de la primera C y ascenso a la B metropolitana con Defensores de Belgrano, y en primera división fue parte del plantel de Boca Juniors multicampeon de América intercontinental y a nivel nacional entre el 2000/2002, y campeón 2009 con el Deportivo Táchira de Venezuela son algunos. internacionalmente jugó en Chile  Club Cobreloa, Bolivia Club Bolívar, Venezuela Deportivo Táchira y Alemania en el Club SpVgg Unterhaching de Múnich.
Nahuel Fioretto fue el secretario técnico del Club Atlético Independiente, ejerciendo las obligaciones administrativas de la dirección deportiva del club. Posee licencia Conmebol de entrenador de Fútbol. Fue ayudante de campo de Pablo de Muner en el Club All Boys de la Primera B Metropolitana hasta febrero de 2019 donde luego el club logró ascender a la B Nacional. Responsable de la dirección técnica en la Reserva y cuarta división sub-20 del Club Social Defensa y Justicia en el año 2020. También fue ayudante de campo de Facundo Arguello en Colegiales. En el año 2021, estuvo trabajando en las inferiores del Club Atlético Boca Juniors. Donde volvió en 2023 luego de su trabajo en el equipo de Avellaneda

## Clubes

### Como jugador
| Club                      | País      | Año       |
| ------------------------- | --------- | --------- |
| Boca Juniors              | Argentina | 2001-2002 |
| Nueva Chicago             | Argentina | 2002-2003 |
| Ferro                     | Argentina | 2003-2004 |
| Huracán                   | Argentina | 2004-2005 |
| Lanús                     | Argentina | 2005      |
| Olimpo de Bahía Blanca    | Argentina | 2006      |
| Instituto de Córdoba      | Argentina | 2006-2007 |
| Independiente Rivadavia   | Argentina | 2007      |
| Bolívar                   | Bolivia   | 2008      |
| Deportivo Táchira         | Venezuela | 2009      |
| SpVgg Unterhaching        | Alemania  | 2010      |
| Unión de Santa Fe         | Argentina | 2011      |
| Boca Unidos de Corrientes | Argentina | 2011-2012 |
| Defensores de Belgrano    | Argentina | 2013-2015 |
| Cobreloa                  | Chile     | 2016      |
| Deportivo Riestra         | Argentina | 2016      |
| Talleres (RdE)            | Argentina | 2017      |
| Deportivo Laferrere       | Argentina | 2017-2018 |

### Como secretario técnico
| Club          | País      | Año  |
| ------------- | --------- | ---- |
| Independiente | Argentina | 2022 |